# Лагорс, Франк
Франк Лаго́рс (фр. Franck Lagorce, 1 сентября 1968, Л'Э-ле-Роз, Париж) — французский автогонщик, участник чемпионата мира по автогонкам в классе Формула-1 в конце сезона 1994 года.

## Биография
Начал заниматься картингом в 1981 году, с 1988 года соревновался в различных чемпмионатах младших формул на национальном уровне, выиграл французский чемпионат Формулы-3 в 1992 году. В 1993-94 годах выступал в международном чемпионате Формулы-3000, одержал по две победы в каждом сезоне и завоевал вице-чемпионский титул в 1994 году. В том же 1994 году провёл две гонки в чемпионате мира Формулы-1 в команде «Лижье», очков не набрал. В 1996 году выиграл серию «Рено-Спайдер Трофи», после чего перешёл в чемпионат FIA GT. В последующие годы стартовал в различных чемпионатах кузовных автомобилей и спортпрототипов. На протяжении 10 лет, с 1994 по 2003, участвовал в гонке 24 часов Ле-Мана, достигнув наилучшего результата (5 место) в 1998 году за Nissan.

## Результаты гонок в Формуле-1
| Легенда к таблице |                                                                    |
| --- | ------------------------------------------------------------------ |
| В таблице перечислены результаты всех Гран-при Формулы-1, в которых принимал участие гонщик. Строками таблицы являются сезоны, столбцами — этапы чемпионата мира. В каждой клетке указаны сокращённое название этапа и результат, дополнительно обозначенный цветом. Расшифровка обозначений и цветов представлена в нижеследующей таблице. |                                                                    |
| \| Пример \| Описание \| \| ------------ \| ------------------------------------------------------------------ \| \| 1 \| Победитель \| \| 2 \| Второе место \| \| 3 \| Третье место \| \| 5 \| Финишировал, заработав очки \| \| Сход \| Не финишировал, но при этом заработал очки \| \| 12 \| Финишировал, не получив очков \| \| НКЛ \| Финишировал, но не попал в финальную классификацию \| \| 15 \| Участвовал вне зачёта, либо по отдельной классификации \| \| 18 \| Не финишировал, но попал в финальную классификацию \| \| Сход \| Не финишировал \| \| НКВ \| Не прошёл квалификацию \| \| НПКВ \| Не прошёл предквалификацию \| \| ДСК \| Дисквалифицирован \| \| ИСК \| Исключён из протокола соревнований \| \| ТТ \| Заявлен для участия только в тренировках \| \| НС \| Участвовал в квалификации, но не стартовал в гонке \| \| Т \| Травмирован или болен \| \| ОТК \| Отказ от участия \| \| НТР \| Прибыл на соревнования, но на трассу не выезжал \| \| НПР \| Был заявлен в числе участников, но не прибыл к началу соревнований \| \| О \| Соревнования отменены \| \| \| Не участвовал \| \| Поул-позиция \| \| \| Быстрый круг \| \| |                                                                    |
| Пример | Описание                                                           |
| 1 | Победитель                                                         |
| 2 | Второе место                                                       |
| 3 | Третье место                                                       |
| 5 | Финишировал, заработав очки                                        |
| Сход | Не финишировал, но при этом заработал очки                         |
| 12 | Финишировал, не получив очков                                      |
| НКЛ | Финишировал, но не попал в финальную классификацию                 |
| 15 | Участвовал вне зачёта, либо по отдельной классификации             |
| 18 | Не финишировал, но попал в финальную классификацию                 |
| Сход | Не финишировал                                                     |
| НКВ | Не прошёл квалификацию                                             |
| НПКВ | Не прошёл предквалификацию                                         |
| ДСК | Дисквалифицирован                                                  |
| ИСК | Исключён из протокола соревнований                                 |
| ТТ | Заявлен для участия только в тренировках                           |
| НС | Участвовал в квалификации, но не стартовал в гонке                 |
| Т | Травмирован или болен                                              |
| ОТК | Отказ от участия                                                   |
| НТР | Прибыл на соревнования, но на трассу не выезжал                    |
| НПР | Был заявлен в числе участников, но не прибыл к началу соревнований |
| О | Соревнования отменены                                              |
| | Не участвовал                                                      |
| Поул-позиция |                                                                    |
| Быстрый круг |                                                                    |

| Сезон | Команда | Шасси        | Двигатель | Ш | 1   | 2   | 3   | 4   | 5   | 6   | 7   | 8   | 9   | 10  | 11  | 12  | 13  | 14  | 15       | 16     | Место | Очки |
| ----- | ------- | ------------ | --------- | - | --- | --- | --- | --- | --- | --- | --- | --- | --- | --- | --- | --- | --- | --- | -------- | ------ | ----- | ---- |
| 1994  | Ligier  | Ligier JS39B | Renault   | G | БРА | ТИХ | САН | МОН | ИСП | КАН | ФРА | ВЕЛ | ГЕР | ВЕН | БЕЛ | ИТА | ПОР | ЕВР | ЯПО Сход | АВС 11 | -     | 0    |